# Кандалакша (порт)
Порт Кандалакша — морской порт, расположенный на восточном побережье Кандалакшского залива. Основан в 1915 году и расположен в черте города Кандалакша Мурманской области Российской Федерации.

## История
Навигационная обстановка позволяет порту круглогодично принимать суда класса Handysize/Handymax (максимальные размерения: длина — до 200 м, ширина — до 31,5 м, осадка — до 9,9 м). Регулярные судозаходы в п. Кандалакша осуществляют суда российских и иностранных судовладельцев. Порт работает круглосуточно и круглогодично. Численность персонала предприятия — около 330 человек.

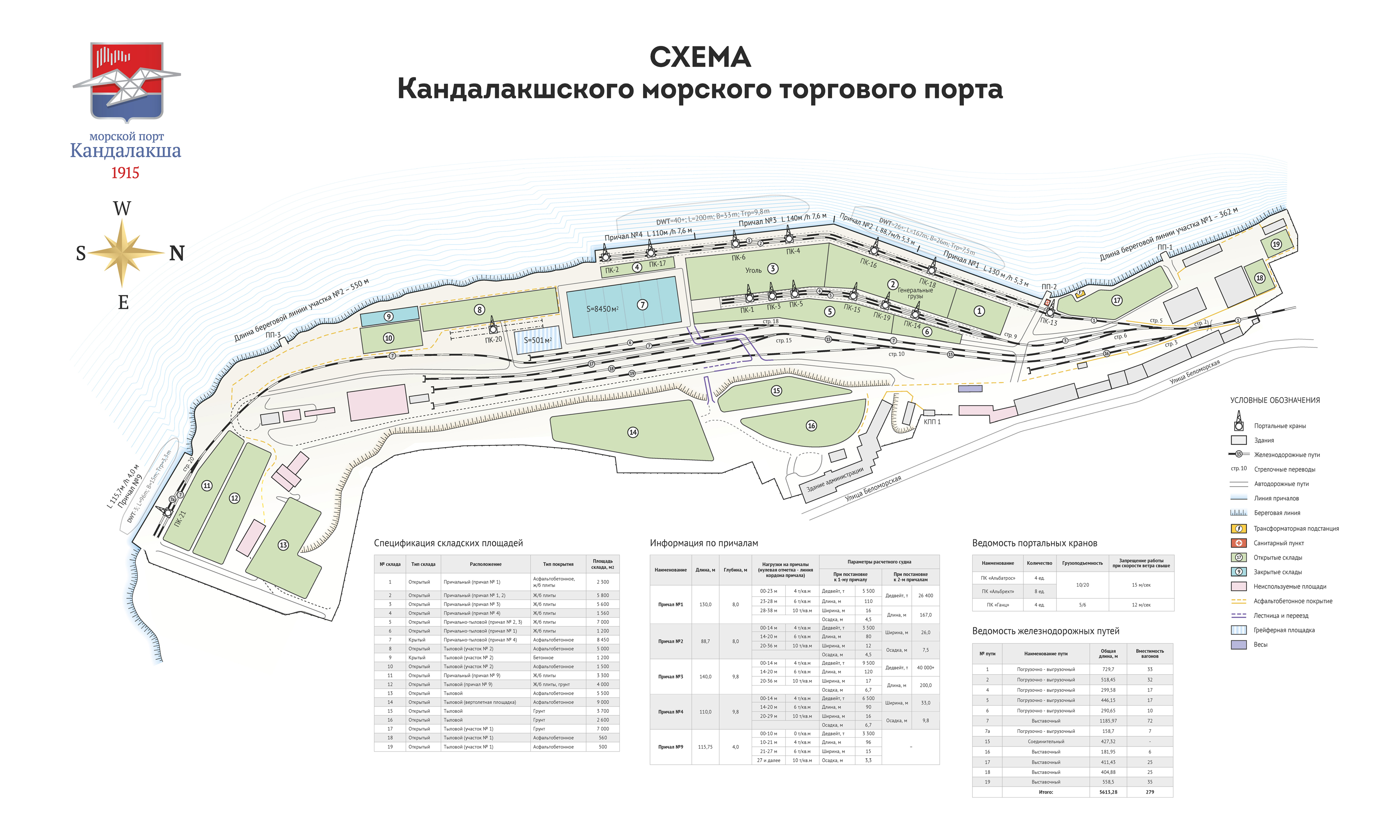
Схема порта

В зимний период судоходство поддерживается с помощью ледоколов. Железнодорожные и автомобильные подходы обеспечивают Кандалакшскому морскому торговому порту выход на крупные магистральные дороги страны. Через припортовую железнодорожную станцию «Кандалакша» порт связан с железной дорогой «Санкт-Петербург — Мурманск» (выход на МТК «Север-Юг»). Автомобильным сообщением порт связан с федеральной автодорогой М18 «Санкт-Петербург — Мурманск» («Кола»).
Порт Кандалакша связан с важнейшими водными коридорами страны: Северный морской путь и Беломорско-Балтийский канал.
Основной груз Кандалакшского морского торгового порта — каменный уголь энергетических марок угледобывающих предприятий Группы компаний ТАЛТЭК. В настоящее время стивидорная компания в большей части работает с экспортным направлением в страны Европы и Северной Африки.

## Терминалы
Общее количество причалов — 5. Оператором всех 5 причалов является компания «Кандалакшский морской торговый порт».

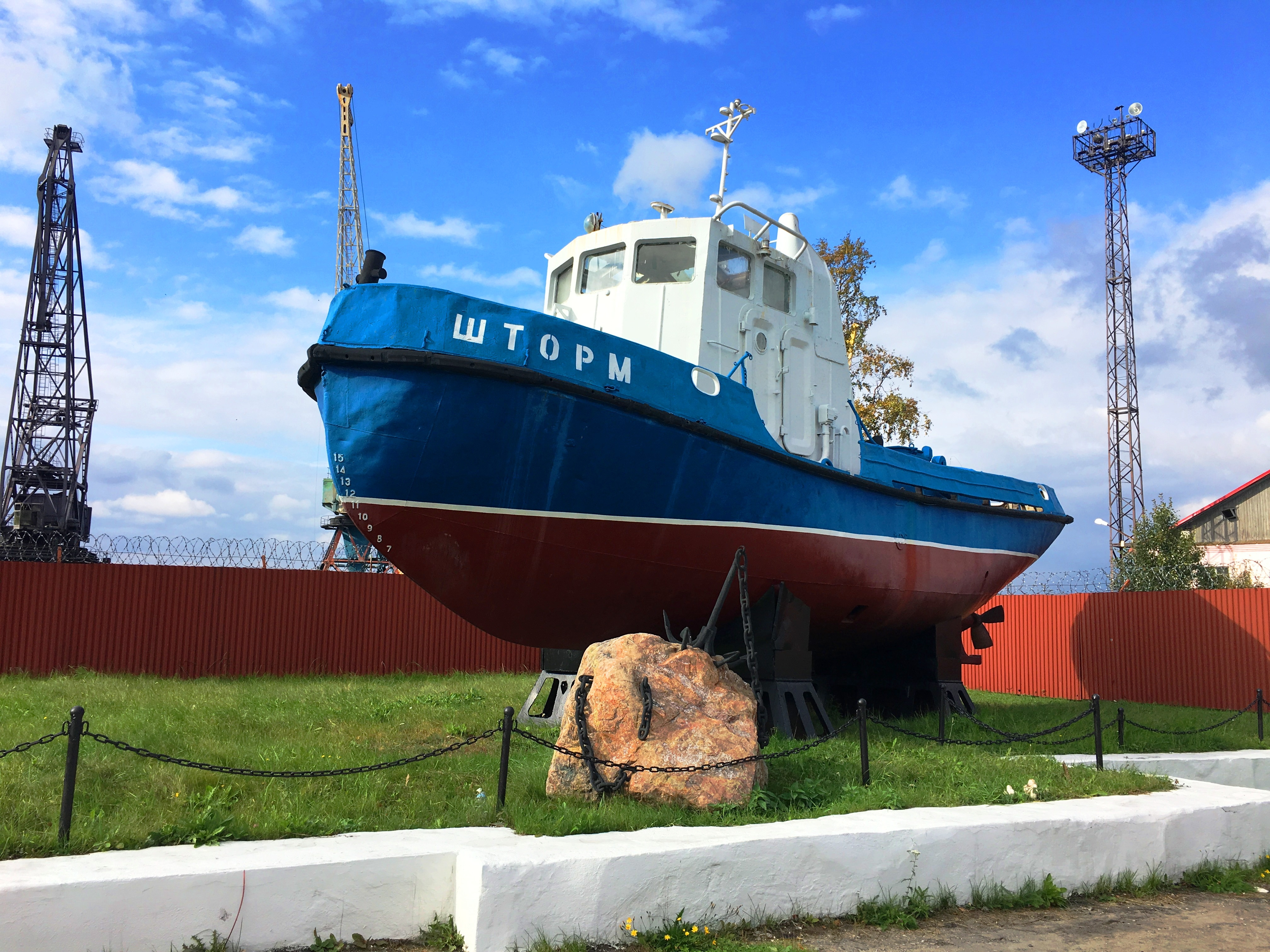
Буксир «Шторм» с ледокольным носом как памятник перед ограждением порта
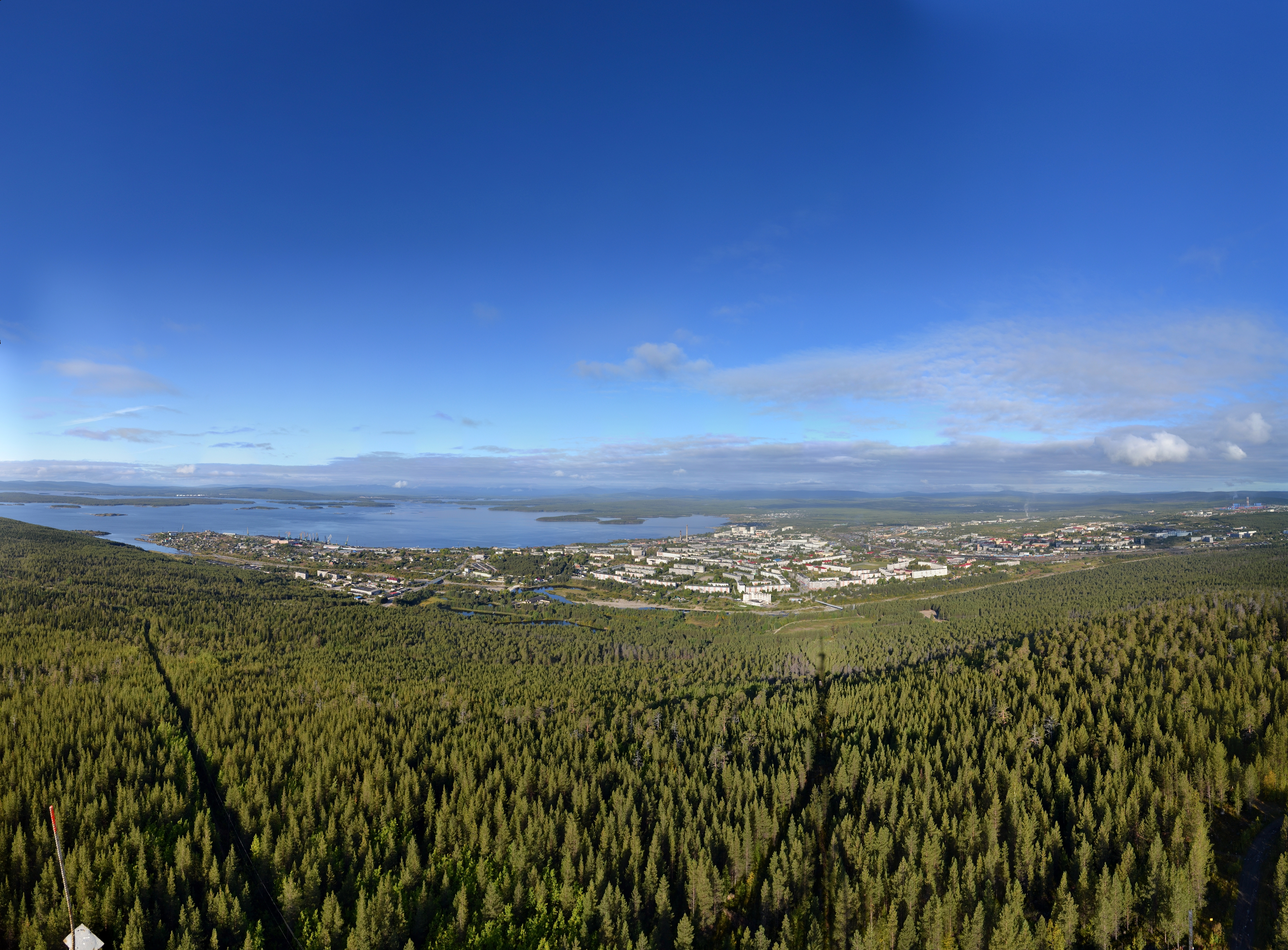
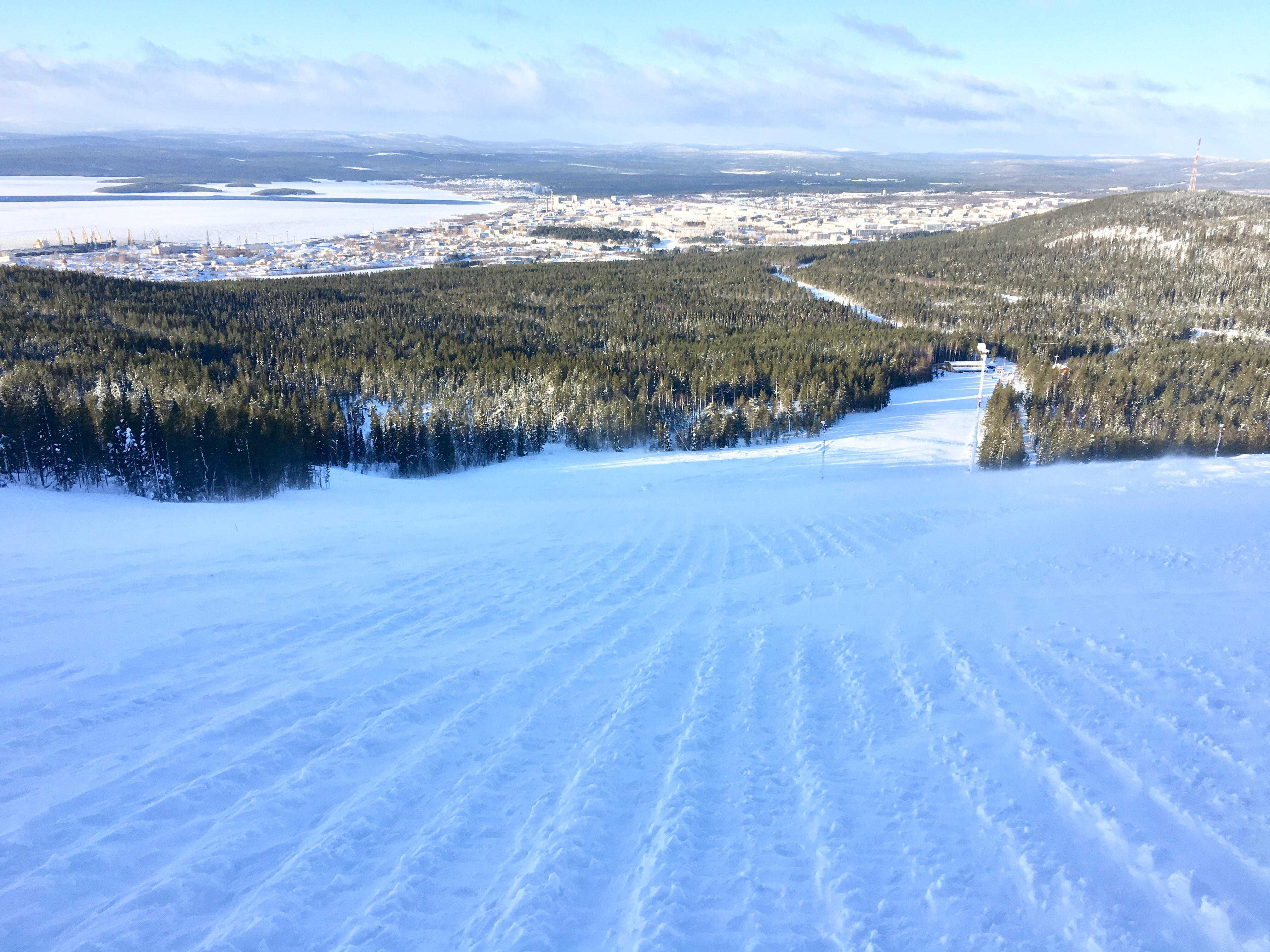
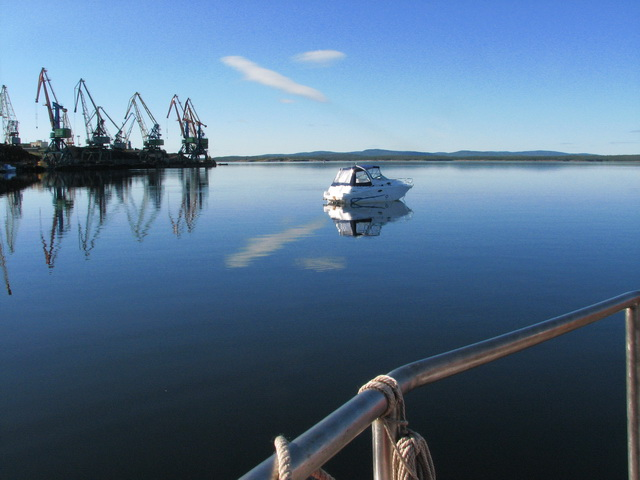